# Benoît Violier
Benoît Violier (Saintes, França, 22 d'agost de 1971 - Crissier, Suïssa, 31 de gener de 2016) va ser un cuiner francsuïs guardonat amb tres Estrelles Michelin.

## Biografia
Nascut a Saintes, França, el 1971 i amb nacionalitat suïssa des de 2015, Violier era fill de viticultors i apassionat de la cuina des de molt jove. La seva formació va començar als 16 anys, amb el xef Didier Stéphan. Poc després va seguir el seu aprenentatge amb grans xefs parisencs, com Joël Robuchon, Jean Philippon o Frédéric Anton. Durant la seva joventut, també va treballar en l'hotel Ritz parisenc i en el destacat restaurant La Tour d'Argent.
Violier dirigia el restaurant de l'Hôtel de Ville de Crissier, en la localitat suïssa de Crissier, premiat amb tres Estrelles Michelín i considerat un dels millors del món. El local està especialitzat en carn de caça, de la qual el xef era un apassionat. Violier treballava en aquest restaurant des de 1999 i el dirigia, amb la seva dona, des de 2012.
Al desembre de 2015, el restaurant va encapçalar La Liste, nova classificació del Ministeri d'Exteriors francès per competir amb la llista britànica 50 Best. L'edició suïssa de la guia Gault&Millau de 2013 va premiar a Violier com a cuiner de l'any.
Va morir el 31 de gener de 2016 als 44 anys. Violier va ser trobat mort a casa seva. Se suposa que va ser un suïcidi amb una escopeta de caça.
El 8 de febrer es va conèixer que Violier havia estat estafat per una marca que segons deia venia costosos vins de Borgonya i Bordeus però tot era un parany. Cobraven i desapareixien sense mai lliurar el vi. Es va saber llavors que Violier hauria perdut entre 750.000 i 8 milions d'euros. Aquesta mateixa marca també fingia vendre aquests vins a altres xefs molt famosos. Alguns s'haurien endeutat per més de 3 milions d'euros.

## Premis i reconeixements
- Tres Estrelles Michelín.
- Millor restaurant del món, atorgat per La Liste, que publica anualment una llista amb els 1000 millors establiments de 48 països.[5]
- 2013, Cuiner de l'any, per l'edició suïssa de la Guia Gault&Millau.